# Джон Шмітт (веслувальник)
Джон Шмітт (англ. John Schmitt, 23 грудня 1901 — 13 червня 1991) — американський академічний веслувальник.
Бронзовий призер Олімпійських Ігор 1928 року в складі розпашної двійки без стернового.